# Artur Balsam
Artur Balsam (* 8. Februar 1906 in Warschau; † 1. September 1994 in New York City) war ein US-amerikanischer Pianist und Musikpädagoge polnischer Herkunft.
Balsam besuchte das Konservatorium von Łodź und hatte sein Konzertdebüt 1918. Er setzte seine Ausbildung an der Musikhochschule Berlin bei Artur Schnabel fort, gewann 1930 den Internationalen Klavierwettbewerb in Berlin und erhielt 1931 den Mendelssohn-Preis. 1932 tourte er mit dem vierzehnjährigen Yehudi Menuhin durch die USA. Im Folgejahr heiratete er die
Pianistin Ruth Miller.
Nach der Machtübernahme der Nationalsozialisten in Deutschland emigrierte Balsam in die USA. Dort profilierte er sich vor allem als Kammermusiker in Zusammenarbeit mit Szymon Goldberg, Erica Morini, Joseph Fuchs, Joseph Szigeti, David Oistrach, Leonid Kogan, Mstislav Rostropovich, Zino Francescatti und anderen. Ende der 1930er Jahre unternahm er Konzertreisen mit dem Geiger Nathan Milstein. In den 1950er Jahren trat er als Solist mit international bedeutenden Orchestern wie dem Royal Philharmonic Orchestra und dem London Symphony Orchestra auf. Zu Mozarts 200. Geburtstag 1956 spielte er sechs von dessen Klavierkonzerten. Daneben trat er mit dem Juilliard String Quartet und dem Budapest String Quartet auf und spielte im Fernsehen eine Serie von sechsundachtzig großen Sonaten für Violine und Klavier mit Joseph Fuchs. In den 1960er Jahren war er Pianist des Albeneri Trio (mit William Kroll und Benar Heifetz). Seinen letzten Auftritt hatte er 1993 im Alter von 87 Jahren in der Carnegie Recital Hall.
Balsam nahm um die 250 Musikwerke auf. Dazu zählen sämtliche Solowerke von Joseph Haydn (auf 16 LPs), die Klaviersonaten Johann Nepomuk Hummels, dreizehn frühe Klavierkonzerte Mozarts und dessen komplette Violinsonaten (mit Oscar Shumsky), alle Violinsonaten Beethovens (mit Joseph Fuchs), alle Cellosonaten Beethovens (mit Zara Nelsova), eine Sammlung 12 LPs mit Solo-Klavierwerken von Mozart und Haydn, aber auch Kompositionen von Virgil Thomson, Walter Piston, Ottorino Respighi und Darius Milhaud und das Konzert für Klavier, Violine und Streichquartett von Ernest Chausson.
In den 1960er Jahren unterrichtete Balsam an der Eastman School of Music, der Manhattan School of Music, der Philadelphia Academy of Music und der Boston University. Von 1959 bis 1992 leitete er die Kammermusik-Sommerschule an der Kneisel Hall in Green Hill. Als Musiker und Lehrer beteiligte er sich an den Festivals von Aldeburgh, Banff, Music Mountain und Orono, wo Pianisten wie Murray Perahia und Emanuel Ax von seinem Unterricht profitierten.